# Arrondissement de Graudenz

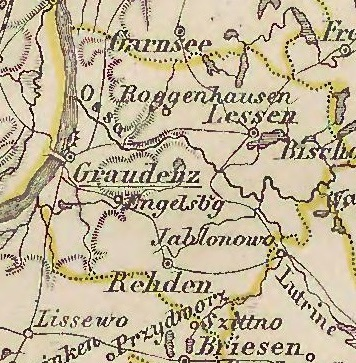
L'arrondissement de Graudenz dans les limites de 1818 à 1887

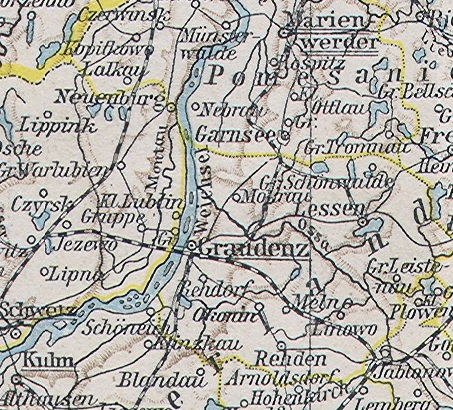
L'arrondissement de Graudenz dans les limites de 1887 à 1920

La province de Prusse-Occidentale en 1919
District de Dantzig
District de Marienwerder

L'arrondissement de Graudenz est un arrondissement prussien du district de Marienwerder qui existait de 1818 à 1920. Il fait partie ainsi de la province de Prusse-Occidentale et de 1829 à 1878 de la province de Prusse. Il est situé dans la partie de la Prusse-Occidentale qui doit être cédée à la Seconde République polonaise après la Première Guerre mondiale en 1920 selon les termes du traité de Versailles et est connu sous le nom de Corridor de Dantzig. Son chef-lieu est la ville de Graudenz, qui forme son propre arrondissement urbain depuis 1900. De 1939 à 1945, l'arrondissement est rétabli dans la Pologne occupée dans le nouveau Reichsgau de Dantzig-Prusse-Occidentale. Aujourd'hui, l'ancien territoire de l'arrondissement se situe dans la voïvodie polonaise de Couïavie-Poméranie.

## Histoire
Le territoire de l'arrondissement de Graudenz devient partie intégrante du royaume de Prusse à la suite de la première partition polonaise en 1772, qui s'accompagne de la réunification de la Prusse. Faisant partie du pays de Culm historique, il fait partie initialement de l'arrondissement de Culm (de) après 1772. Par l'ordonnance du gouvernement provincial prussien du 30 avril 1815 et ses règlements d'application, le territoire devient une partie du district de Marienwerder de la nouvelle province de Prusse-Occidentale. Dans le cadre d'une réforme globale des arrondissements du district de Marienwerder, le nouveau arrondissement de Graudenz est formé le 1er avril 1818 à partir de la partie nord de l'arrondissement de Culm. Cela comprend les villes de Graudenz, Lessen et Rehden, le bureau du domaine d'Engelsburg, une partie du bureau d l'intendant de Graudenz, les bureaux de Rehden et Roggenhausen et 81 domaines nobles. Le siège du bureau de l'arrondissement est la ville de Graudenz.
Du 3 décembre 1829 au 1er avril 1878, la Prusse-Occidentale et la Prusse-Orientale sont réunies pour former la province de Prusse.
Le 1er octobre 1887, l'arrondissement cède une partie de son territoire au nouveau arrondissement de Briesen (de). Depuis le 1er janvier 1900, la commune de Graudenz forme son propre arrondissement urbain.
Après la Première Guerre mondiale, la ville et l'arrondissement de Graudenz doivent être cédés à la Deuxième République polonaise le 10 janvier 1920, en vertu des dispositions du traité de Versailles, dans le but de construire un Corridor de Dantzig sur le territoire prussien jusqu'à la côte de la mer Baltique. La Pologne créé le powiat de Grudziądz.
Après l'attaque de la Deuxième République polonaise en 1939, la région est annexée par le Reich allemand. Le 26 novembre 1939, l'arrondissement devient une partie du nouveau Reichsgau de Prusse-Occidentale - plus tard Dantzig-Prusse-Occidentale - sous son nom allemand dans le nouveau district de Marienwerder (de). Au printemps 1945, le territoire de l'arrondissement est occupée par l'Armée rouge. Après la fin des hostilités, la puissance occupante soviétique cède l'arrondissement à la République populaire de Pologne pour qu'elle l'administre, à l'exception des zones militaires restreintes. Dans la période qui suit, la majeure partie de la population allemande est expulsée de l'arrondissement par l'administration polonaise.

## Population
Vous trouverez ci-dessous un aperçu, avec des informations officielles sur la population, les confessions et les groupes linguistiques. Il convient de noter que la taille du cercle a été réduite en 1887 et 1900 et que les séries de chiffres ne sont pas comparables à ces époques. Cependant, en 1900, la ville et l'arrondissement de Graudenz sont encore réunis ici.
| Année                          | 1821              | 1831              | 1841 | 1852              | 1861                | 1871                | 1880 | /   | 1890                | 1900                | /   | 1910              |
| Habitants                      | 31 471            | 32 895            | ?    | 49 168            | 51 382              | 59 737              | ?    | /   | 63 250              | 76 799              | /   | 48 818            |
| Protestants Catholiques Juifs  | 17 203 13 871 364 | 18 865 13 525 463 |      | 28 258 19 697 948 | 29 416 20 686 1 136 | 33 588 24 721 1 269 |      | / / | 36 903 24 742 1 213 | 43 776 31 395 1 117 | / / | 25 234 22 659 152 |
| Germanophone Bilingue Polonais |                   | 20 064 - 12 831   |      | 33 410 - 15 758   | 34 915 - 16 467     |                     |      | /   | 44 683 1 013 17 532 | 53 954 1 372 21 452 | /   | 28 755 889 19 157 |

## Politique

### Administrateurs de l'arrondissement
- 1818-1836 : August Burchard Raphael von Rosenberg-Gruszczynski (de)
- 1838-1850 : Friedrich Brauns
- 1850-1877 : Ludwig Constantin Tichy (de)
- 1877-1878 : Friedrich Wilhelm Carl von Brauchitsch
- 1878-1909 : Adalbert von Conrad (de)
- 1909-1920 : Hans Kutter

### Élections
Dans l'Empire allemand, la 3e circonscription du district de Marienwerder est composée des arrondissements de Graudenz et de Strasbourg-en-Prusse-Occidentale (de) dans les limites de 1871. En raison de la composition ethnique de l'électorat, la circonscription est disputée entre des candidats allemands et polonais à toutes les élections du Reichstag. En règle générale, il y a un second tour entre le candidat national-libéral et le candidat polonais.
- 1871 00 Julius von Hennig (de), Parti national-libéral
- 1874 00 Hugo Bieler (de), Parti national-libéral
- 1877 00 Hugo Bieler, Parti national-libéral
- 1878 00 Hugo Bieler, Parti national-libéral
- 1881 00 Ignacy von Lyskowski (de), faction polonaise
- 1884 00 Ignacy von Lyskowski, faction polonaise
- 1887 00 Arthur Hobrecht, Parti national libéral
- 1890 00 Wladyslaw von Rozycki (de), faction polonaise
- 1893 00 Wladyslaw von Rozycki, faction polonaise
- 1898 00 Julius Sieg (de), Parti national-libéral
- 1903 00 Julius Sieg, Parti national-libéral
- 1907 00 Julius Sieg, Parti national-libéral
- 1912 00 Julius Sieg, Parti national-libéral

## Villes et communes
En 1910, l'arrondissement de Graudenz comprend les deux villes de Lessen et Rehden ainsi que 80 communes,
- Adamsdorf
- Adlig Rehwalde
- Adlig Schönau
- Alt Blumenau
- Altvorwerk
- Bliesen
- Braunsfelde
- Bukowitz
- Conradsfelde
- Czeplinken
- Deutsch Wangerau
- Fürstenau
- Gatsch
- Grabowitz
- Groß Kabilunken
- Groß Leistenau
- Groß Partenschin
- Groß Schönbrück
- Groß Tarpen
- Groß Wolz
- Grutta
- Hannowo
- Hutta
- Jakobkau
- Jankowitz
- Klein Leistenau
- Klein Schönbrück
- Klein Tarpen
- Klein Thiemau
- Klein Wolz
- Königlich Buchwalde
- Königlich Dombrowken
- Königlich Lindenau
- Königlich Pientken
- Königlich Rehwalde
- Königlich Schönau
- Koslowo
- Lessen, ville
- Lindenthal
- Massanken
- Mockrau
- Neu Blumenau
- Neubrück
- Neudorf
- Neuhof
- Niedereichen
- Niederhof
- Nitzwalde
- Nogath
- Nonnen-Kabilunken
- Okonin
- Parsken
- Pastwisko
- Piasken
- Plement
- Plessen
- Polnisch Wangerau
- Prenzlawitz
- Rehden, Landgemeinde
- Rehden, ville
- Richnowo
- Rittershausen
- Roggenhausen
- Rosenthal
- Rudnick
- Sackrau
- Sarosle
- Schöntal (de)
- Schwetz
- Sellnowo
- Skarschewo
- Slupp
- Stanislawo
- Szczepanken
- Tannenrode
- Tusch
- Voßwinkel
- Weburg
- Weißheide
- Weißhof
- Wossarken
- Zawda-Wolla

## Districts de domaine
Les 82 districts de domaine suivants appartenaient également à l'arrondissement (au 1er janvier 1908) :
- Adlig Dombrowken
- Adlig Klodtken
- Adlig Neumühl
- Adlig Schönau
- Annaberg
- Babken
- Belchau (de), Burg
- Bialoblott
- Blysinken
- Bogdanken
- Boguschau
- Buden
- Debenz
- Engelsburg
- Feste Courbière
- Frankenhayn
- Gawlowitz
- Gottschalk
- Groß Ellernitz
- Groß Nogath
- Groß Schönwalde
- Groß Tarpen, Vorwerk
- Groß Thiemau
- Grüneberg
- Gubin
- Hansfelde
- Hansguth
- Hoheneichen
- Jakobkau
- Jammi
- Kalmusen
- Karlshof
- Kittnau
- Kittnowko
- Klein Ellernitz
- Klein Kunterstein
- Klein Nogath
- Klein Schönwalde
- Klodtken, Mühle
- Körberrode
- Kowallek
- Kressau
- Leistenau, Schloss
- Lindenau
- Lipowitz
- Lissakowo
- Ludwigsort
- Marusch
- Melno
- Mendritz
- Neuvorwerk
- Oberhof
- Ollenrode
- Orle
- Ossowken
- Plessen
- Powiatek
- Prenzlawitz
- Ramutken
- Rehden
- Rittershausen
- Roggenhausen, Schloss
- Rondsen
- Sallno
- Sarnowken
- Sawdin
- Schadau
- Scharnhorst
- Schönwalde, Probstei
- Schötzau
- Schwenten
- Schwetz
- Seehausen
- Skurjew
- Slupp, Mühle
- Taubendorf
- Tursnitz
- Viktorowo
- Waldowken
- Weißheide, Forst
- Widlitz
- Wiedersee

## L'arrondissement de Graudenz en Pologne occupée 1939-1945

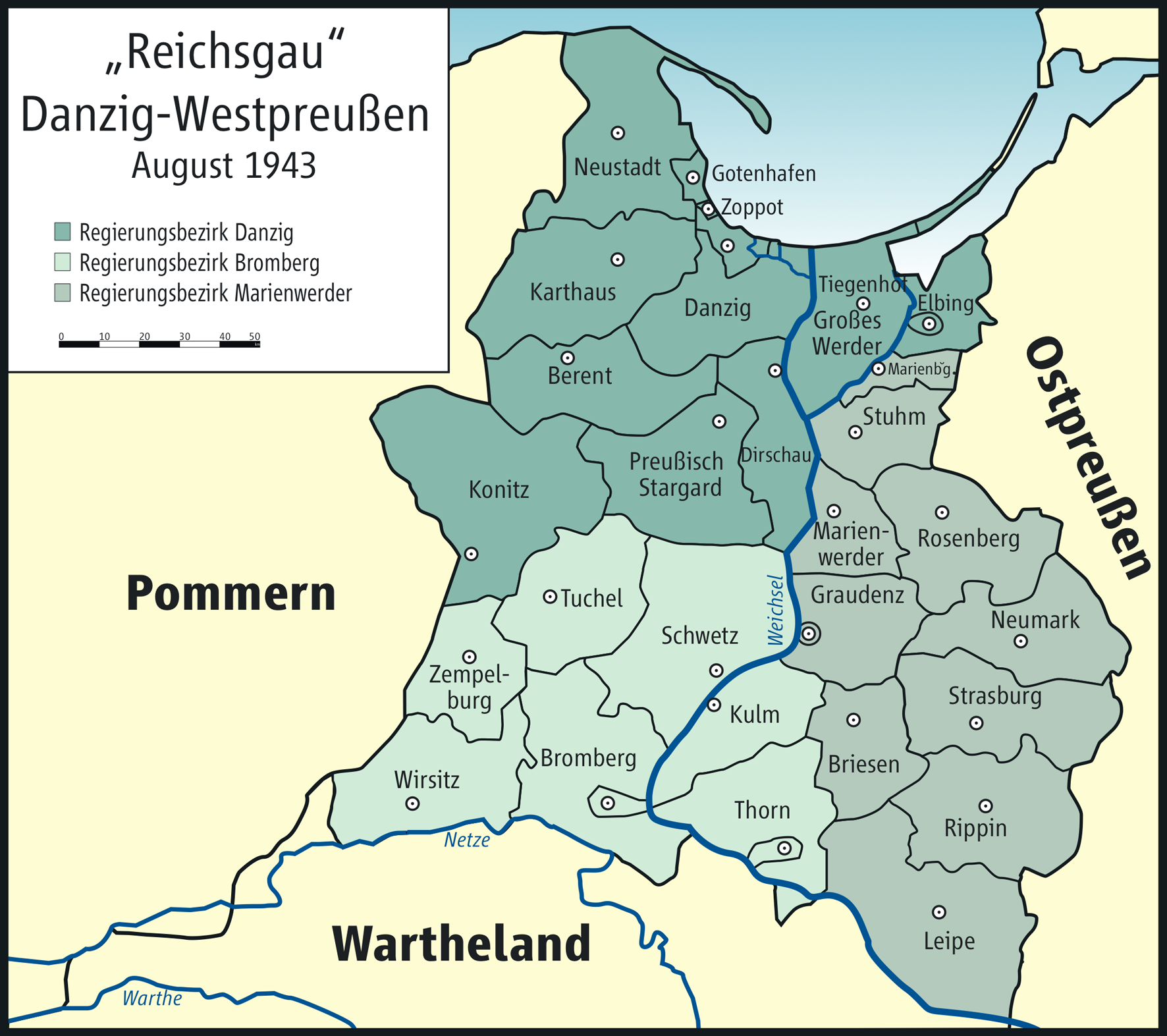
Reichsgau de Dantzig-Prusse-Occidentale (août 1943)

### Histoire
Après l'annexion par le Reich allemand, les villes de Lessen et Rehden sont soumises au code communal allemand du 30 janvier 1935, valable dans l'Ancien Reich en 1939, et qui prévoit la mise en œuvre du principe du leader dans les communes. Les communes restantes sont regroupées en districts de bureau ; Il n'y a plus de districts de domaine.

### Administrateurs l'arrondissement
- 19390000000Horn
- 1939–194500Rudolf Reimers

### Changements de noms de lieux
Par décret non publié du 29 décembre 1939, les noms de lieux allemands valables jusqu'en 1918 s'appliquent provisoirement aux noms de lieux jusqu'alors polonais. Cette redénomination globale est possible, car l'ensemble des cartes allemandes pour les territoires cédés à la Pologne en 1920 ont (également) conservé les anciens noms de lieux allemands. Par l'ordonnance relative à la modification des noms de lieux du Reichstatthalter de Dantzig-Prusse-Occidentaledu 25 juin 1942, tous les noms de lieux sont rebaptisés avec l'accord du ministre de l'Intérieur du Reich, soit sous la forme de 1918, soit sous la forme d'une adaptation phonétique ou d'une traduction, comme par exemple
- Grutta: Frankenhain,
- Jankowitz: Hansdorf, Kr. Graudenz
- Karschewo: Schassau,
- Königlich Dombrowken: Königsdamerau,
- Melno: Melden
- Sawda Wolla: Freisauden,
- Slupp: Starkenberg, Kr. Graudenz,
- Wielkalonke: Altlanke.

## Personnalités liée à l'arrondissement
- Erich von Falkenhayn (1861-1922), ministre né à Belchau.